# Chromatomyia hoppiella
Chromatomyia hoppiella este o specie de muște din genul Chromatomyia, familia Agromyzidae, descrisă de Spencer în anul 1990.
Este endemică în Elveția. Conform Catalogue of Life specia Chromatomyia hoppiella nu are subspecii cunoscute.